# 11. ústřední výbor Komunistické strany Číny
11. ústřední výbor Komunistické strany Číny (čínsky pchin-jinem Zhōngguó Gòngchǎndǎng dìshíyījiè Zhōngyāng Wěiyuánhuì, znaky zjednodušené 中国共产党第十一届中央委员会) byl nejvyšší orgán Komunistické strany Číny v letech 1977–1982, mezi XI. a XII. sjezdem. Na XI. sjezdu pořádaném v srpnu 1977 jeho delegáti zvolili ústřední výbor o 201 členech a 132 kandidátech. Během svého funkčního období se výbor sešel sedmkrát, poprvé v závěru sjezdu, kdy zvolil užší vedení strany – 11. politbyro a jeho stálý výbor včetně předsedy a místopředsedů ÚV.

## Jednání
1. zasedání 18. srpna 1977 v Pekingu
Zvoleno užší vedení strany: 11. politbyro sestavené z třiadvaceti členů a tří kandidátů. K běžnému řízení strany vybral ze členů politbyra pětičlenný stálý výbor, který se skládal z předsedy ÚV Chua Kuo-fenga a místopředsedů Jie Ťien-jinga, Teng Siao-pchinga, Li Sien-niena a Wang Tung-singa. Ostatními osmnácti členy politbyra byli Wej Kuo-čching, Ulanfu, Fang I, Liou Po-čcheng, Sü Š’-jou, Ťi Teng-kchuej, Su Čen-chua, Li Te-šeng, Wu Te, Jü Čchiou-li, Čang Tching-fa, Čchen Jung-kuej, Čchen Si-lien, Keng Piao, Nie Žung-čen, Ni Č’-fu, Sü Siang-čchien a Pcheng Čchung. Kandidáty politbyra se stali Čchen Mu-chua, Čao C’-jang a Sajfuddín Azízi. Předsedou třiašedesátičlenné ústřední vojenské komise ÚV se stal Chua Kuo-feng, místopředsedy Jie Ťien-jing, Teng Siao-pching, Liou Po-čcheng, Sü Siang-čchien a Nie Žung-čen.
2. zasedání 18.–23. února 1978 v Pekingu
Tématem zasedání byla příprava prvního jednání Všečínského shromáždění lidových zástupců a Čínského lidového politického poradního shromáždění nového volebního období, která proběhla v březnu 1978. Všečínského shromáždění lidových zástupců na svém zasedání přijalo novou ústavu Čínské lidové republiky.
3. zasedání 18.–22. prosince 1978 v Pekingu
Kritika Kulturní revoluce, Chua Kuo-fenga a jeho politiky „Dvě všechna“. Přijat program ekonomických reforem. Obnovena ústřední komise pro kontrolu disciplíny zrušená za Kulturní revoluce. Nejvlivnějším politikem strany se stal Teng Siao-pching.
Do ústředního výboru kooptováno 9 členů, vesměs politiků odstraněných za Kulturní revoluce. Zvoleni čtyři noví členové politbyra – Čchen Jün, Chu Jao-pang, Teng Jing-čchao a Wang Čen. Čchen Jün se stal i členem stálého výboru a místopředsedou ÚV, a také předsedou ústřední komise pro kontrolu disciplíny.
4. zasedání 25.–28. září 1979 v Pekingu
Rozhodnuto o důrazu na rozvoj zemědělství. Přípravy na oslavy 30. výročí vzniku Čínské lidové republiky.
Do ústředního výboru kooptováno 9 členů, opět vesměs politiků odstraněných za Kulturní revoluce, jeden z nich, Pcheng Čen, zvolen do politbyra; členem politbyra se stal i dosavadní kandidát Čao C’-jang.
5. zasedání 23.–29. února 1980 v Pekingu
Kritika Kulturní revoluce a maoistů, rehabilitace Liou Šao-čchiho. Obnoven sekretariát ÚV zrušený za Kulturní revoluce. Tajemníky 11. sekretariátu ÚV zvolil Chu Jao-panga (generální tajemník sekretariátu), Wan Liho, Wang Žen-čunga, Fang Iho, Ku Mua, Sung Žen-čchiunga, Jü Čchiou-liho, Jang Te-č’a, Chu Čchiao-mua, Jao I-lina a Pcheng Čchunga. Rozhodnuto o svolání XII. sjezdu.
Z politbyra odvoláni Wang Tung-sing, Ťi Teng-kchuej, Wu Te a Čchen Si-lien. Chu Jao-pang a Čao C’-jang zvoleni do stálého výboru politbyra.
6. zasedání 27.–29. června 1981 v Pekingu
přijata „Rezoluce k některým otázkám historie naší strany od založení Čínské lidové republiky“, která definitivně a negativně zhodnotila Kulturní revoluci a Maovu teorii o nepřetržité revoluci.
Chua Kuo-feng rezignoval na post předsedy ÚV a předsedy Ústřední vojenské komise, zvolen místopředsedou ÚV. Novým předsedou ÚV zvolen Chu Jao-pang, předsedou Ústřední vojenské komise Teng Siao-pching. Tajemníkem sekretariátu zvolen Si Čung-sün.
7. zasedání 6. srpna 1981 v Pekingu
Příprava XII. sjezdu.